# جيرنو بلاسينغر
جيرنو بلاسينغر (بالألمانية: Gernot Plassnegger)‏ (23 مارس 1978 في النمسا - ) هو لاعب كرة قدم نمساوي في مركز الظهير. شارك مع منتخب النمسا لكرة القدم. أما مع النوادي، فقد لعب مع أدميرا فاكر مودلينغ وأوستريا فيينا وإيرغوتيليس ورابيد فيينا وفالدهوف مانهايم ونادي ريد بل سالزبورغ ونادي ساربروكن ونادي فولفسبورغ وهانزا روستوك ونادي أوستريا سالزبورغ وغراتزر أي كاي وSK Austria Kärnten ‏.

## وصلات خارجية
- جيرنو بلاسينغر على موقع قاعدة بيانات كرة القدم.إي يو (الإنجليزية)
- جيرنو بلاسينغر على موقع بيانات كرة القدم. دي إي (الألمانية)
- جيرنو بلاسينغر على موقع ناشيونال فوتبول تيمز (الإنجليزية)
- جيرنو بلاسينغر على موقع Soccerway.com (الإنجليزية)
- جيرنو بلاسينغر على موقع عالم كرة القدم.نت (الإنجليزية)